# 蔡國熙
蔡國熙（1532年—？），字夢羲，號春臺，直隸廣平府永年縣人，匠籍，明朝政治人物。

## 生平
少年時書“超凡入圣”四字于座側，用以自勵。师从庠生福山郭近菴，學習濂洛关闽理學。嘉靖三十七年（1558年）戊午科順天府鄉試第三十四名舉人。嘉靖三十八年（1559年）聯捷己未科會試第三十六名，二甲第三十二名進士。授户部主事，管理临清钞关。四十二年督饷延宁，建朔方书院，颜其堂名曰“體仁”，築春臺于堂後，与諸生讲学其中。四十五年秩满，出官苏州府知府，建中吴书院，颜其堂曰“求仁”，以政绩卓异，入覲京师，賜宴礼部，以侍养父亲，辞官归乡。父亲喪期過後，隆慶五年（1571年）七月起升湖广按察司副使、整饬苏松常镇兵备，致仕首辅徐階之子徐璠与家奴在其任苏州知府時因所請之事遭到拒绝，在蔡国熙前往松江拜见盐运使時，徐氏指使家奴率数十艘小艇，包围蔡国熙坐船，鼓噪而骂，经过松江知府调解才解散。蔡国熙起复苏松兵备，徐階已经致仕在家，有生员沈元亨起诉徐璠諸不法事，蔡国熙审查案件，将徐階长子徐璠、次子徐琨、徐珉入狱戍边，家人之坐戍者，复十余人，没其田六万亩于官。徐階惊惧，躲避至杭州西湖，向首辅高拱写信求情，张居正亦婉曲为解。高拱拟旨谓太重，令改谳。国熙闻而色变曰：“彼卖我，使我任怨而自为恩。”不久张居正上台，隆慶六年四月将蔡国熙调任山西，提调学校，七月调陕西，不久告病求归，萬曆元年（1573年）二月被吏科都给事中陈三谟弹劾，革职听勘。

## 家族
曾祖蔡智；祖父蔡芳；父蔡廷光，號東林，更號趙川，沈王府教授；母李氏。重庆下。弟國相、國賓。